# Zeid Ra'ad Al Hussein
Zeid Ra'ad Al Hussein in arabo زيد ابن رعد الحسین‎? (Amman, 26 gennaio 1964) è un diplomatico giordano, professore ordinario di Pratica di diritto e diritti umani della Perry World House all'Università della Pennsylvania.
È stato anche Alto Commissario delle Nazioni Unite per i Diritti Umani dal 2014 al 2018. Ha svolto un ruolo centrale nella creazione della Corte penale internazionale ed è stato eletto primo presidente dell'Assemblea degli Stati membri della Corte penale internazionale nel settembre 2002. Dal 1994 al 1996 ha anche lavorato come funzionario per gli affari politici presso l'UNPROFOR nell'ex Jugoslavia. 
Diplomatico di carriera, è stato rappresentante permanente della Giordania presso le Nazioni Unite dal 2000 al 2007, quando è stato nominato ambasciatore della Giordania negli Stati Uniti e ambasciatore non residente in Messico. È stato nominato rappresentante permanente nel 2010 e ha prestato servizio fino al 2014, dimettendosi poco prima di essere stato scelto come Alto Commissario.
Nel 2019, Zeid è stato invitato a unirsi alla Global Elders, un gruppo indipendente di leader globali che lavora per la pace, la giustizia e i diritti umani fondato da Nelson Mandela.
È il figlio del principe Ra'ad bin Zeid di Giordania, e della principessa svedese Margaretha Inga Elisabeth Lind, nota anche come Majda Ra'ad.
È il primo in linea di successione al trono dell'Iraq secondo la corrente principale, con il titolo di Principe ereditario.

## Biografia

### Infanzia ed educazione
È nato ad Amman il 26 gennaio 1964 dal principe Ra'ad bin Zeid di Giordania, pretendente al trono dell'Iraq, e dalla dama svedese Margaretha Inga Elisabeth Lind. Sua nonna paterna era una pittrice turca, la principessa Fahrelnissa Zeid che era sposata con il principe Zeid bin Hussein.
Il fratello minore di Zeid, principe Mired, è il presidente della Commissione nazionale per la demolizione e la riabilitazione della Giordania e inviato speciale della Convenzione sul divieto di utilizzo, stoccaggio, produzione e trasferimento di mine antiuomo e sulla loro Distruzione, e del Trattato di Ottawa che cerca di eliminare l'uso delle mine antiuomo.
Ha studiato nel Regno Unito alla Reed's School, nel Surrey, poi negli Stati Uniti all'Università Johns Hopkins, della quale è stato membro del club di rugby e si è laureato nel 1987. È stato poi uno studente ricercatore presso il Christ's College di Cambridge, dove ha conseguito un Dottorato di ricerca nel 1993. Nel 2016 è stato nominato Membro Onorario del Christ's College di Cambridge.

### Carriera militare
Zeid ha ricevuto una incarico come ufficiale della polizia del deserto giordana (il successore della Legione araba) nel 1989, e ha prestato servizio fino al 1994. Ha quindi trascorso due anni come ufficiale politico nell'UNPROFOR, la forza delle Nazioni Unite nell'ex Jugoslavia.

### Matrimonio
Zeid si sposò il 5 luglio 2000 ad Amman con Sarah Butler, conosciuta come la principessa Sarah Zeid dopo essersi sposati, celebrando il matrimonio a Houston, in Texas, il 1 ° agosto 1972. Ha studiato presso Prior's Field, Hurtwood House nel Surrey, e ha conseguito una laurea in relazioni internazionali presso l'Università di St. Thomas a Houston, in Texas e un Master in Studi sullo sviluppo presso la School of Oriental and African Studies a Londra. Successivamente ha lavorato presso l'Organizzazione delle Nazioni Unite a New York, dove ha prestato servizio nel programma di sviluppo, nel dipartimento per il mantenimento della pace e nell'Unicef. Sua moglie è la figlia del dottor Godfrey Butler, geologo britannico e consulente di compagnie petrolifere internazionali, e di Jean H. Butler.

### Carriera diplomatica
Zeid è stato rappresentante delegato permanente della Giordania presso le Nazioni Unite dal 1996 al 2000. Nell'agosto del 2000 è stato nominato rappresentante permanente presso le Nazioni Unite, fino al 2007. Nel 2006, è stato nominato dalla Giordania come candidato alla selezione come prossimo Segretario generale delle Nazioni Unite. Dal 2007 al 2010 è stato Ambasciatore della Giordania negli Stati Uniti d'America, poi nel 2010 è tornato alle Nazioni Unite come rappresentante permanente della Giordania.
Nel gennaio 2014, Zeid è diventato presidente del Consiglio di sicurezza delle Nazioni Unite e ha presieduto i comitati 1533 e 1521 del Consiglio di sicurezza, per quanto riguarda due regimi di sanzioni: la Repubblica Democratica del Congoe la Liberia.
Dal 16 settembre 2010 al 7 marzo 2012, Zeid è stato presidente del consiglio della specifica configurazione del paese della Commissione per il consolidamento della pace delle Nazioni Unite per la Liberia. Ha anche presieduto il comitato di ricerca per la selezione del secondo procuratore della Corte penale internazionale nel 2011.
Con riferimento alla Corte penale internazionale, e dal 1996 al 2010, è stato: 
- Presidente dell'Assemblea degli Stati membri dello Statuto di Roma della Corte penale internazionale (2002-2005).
- Presidente dei negoziati informali sugli "elementi" dei singoli reati che rientrano nei crimini di genocidio, crimini contro l'umanità e crimini di guerra (1999–2000).
- Presidente del gruppo di lavoro sul crimine di aggressione alla Review Conference of the Rome Statute a Kampala (giugno 2010).

Mentre era alle Nazioni Unite, ha inoltre presieduto il Comitato consultivo per il Fondo di sviluppo delle Nazioni Unite per le donne (UNIFEM) dal 2004 al 2007 e, nel 2004, è stato nominato consigliere del Segretario generale per lo sfruttamento e gli abusi sessuali nel Peacekeeping delle Nazioni Unite. Durante il suo mandato di due anni, pubblicò un rapporto sull'eliminazione di tali abusi da tutte le operazioni di mantenimento della pace, che divenne noto come "Rapporto Zeid".
Ha tenuto la Grotius Lecture alla 102ª riunione annuale dell'American Society of International Law nell'aprile 2008, intitolata For Love of Country e International Criminal Law. È stato anche membro del Consiglio consultivo della Banca Mondiale per il Rapporto sullo sviluppo mondiale 2011 e del Consiglio consultivo internazionale dell'Auschwitz Institute for Peace and Reconciliation.
Il 6 giugno 2014, il Segretario generale delle Nazioni Unite Ban Ki-moon ha proposto che il Principe Zeid sostituisca Navanethem Pillay come capo dei diritti umani delle Nazioni Unite con sede a Ginevra. La nomina, che è stata successivamente approvata Assemblea generale delle Nazioni Unite di 193 nazioni, lo ha reso il primo musulmano a guidare l'Ufficio per i diritti umani delle Nazioni Unite. I testi completi di tutte le sue dichiarazioni sono disponibili sul sito web dell'Ufficio dell'Alto commissario per i diritti umani. In tale veste ha affermato: "Non può mai esistere alcuna giustificazione per il degrado, l'incuria o lo sfruttamento di altri esseri umani - su qualsiasi base: nazionalità, razza, Etnia, religione, genere, Orientamento sessuale, Disabilità, età o Casta ".

### Alto commissario delle Nazioni Unite per i diritti umani

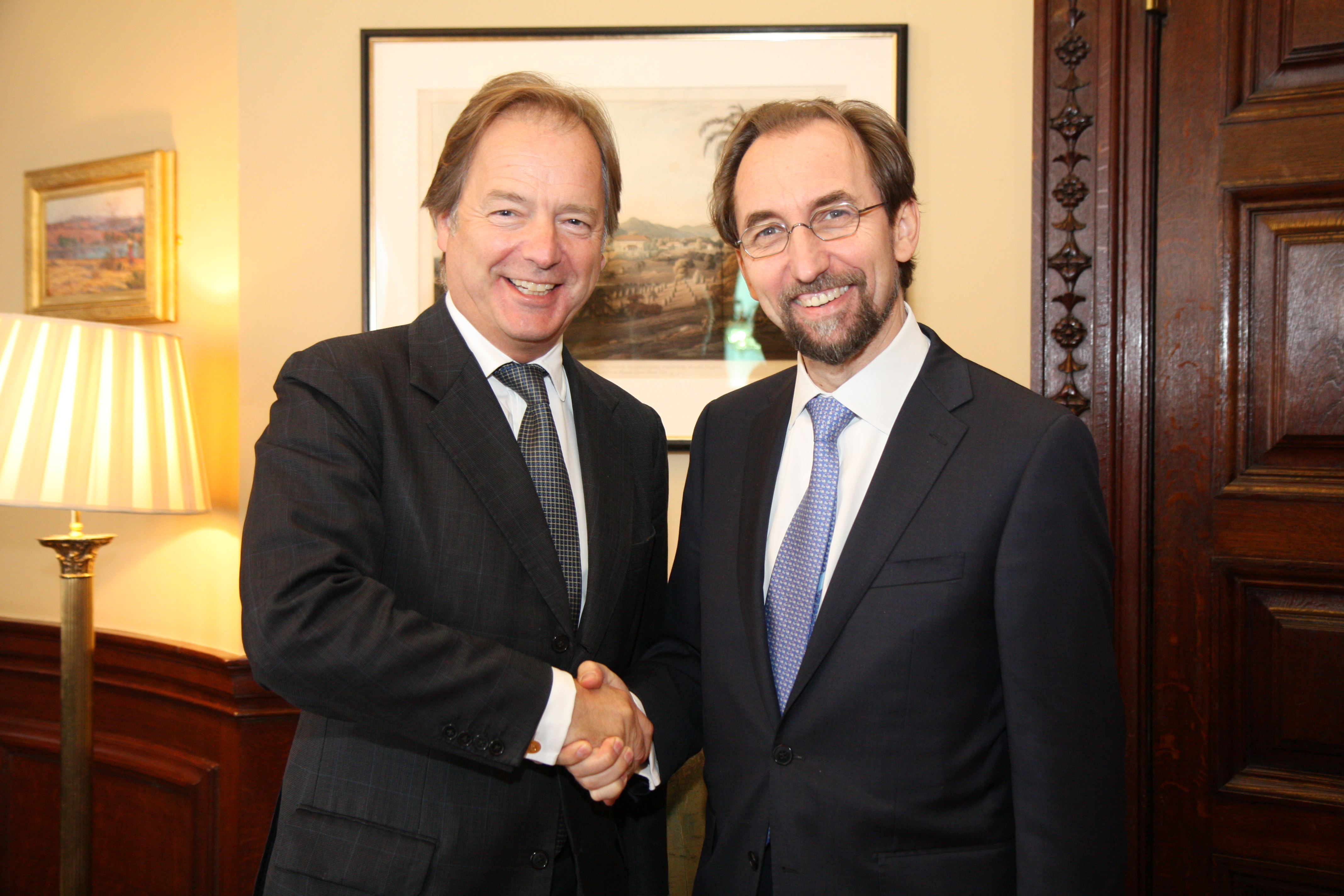
British Foreign and Commonwealth Office Ministro Hugo Swire incontra Zeid a Londra, 12 Ottobre 2015

L'8 settembre 2014, nel suo discorso inaugurale al Consiglio per i diritti umani delle Nazioni Unite, composto da 47 membri, durante la 27ª sessione del corpo a Ginevra, Zeid ha fortemente criticato il cosiddetto gruppo dello Stato Islamico (organizzazione), affermando che stava cercando di creare una "casa del sangue". Ha invitato la comunità internazionale a combattere la diffusione del movimento in Iraq e in Siria, chiedendo: "Loro credono che l'ISIS agisca coraggiosamente, massacrando barbari e prigionieri?" I massacri, le decapitazioni, lo stupro e la tortura "rivelano solo come sarebbe uno stato Takfiri (cioè" scomunicatore "in arabo), se questo movimento dovesse effettivamente cercare di governare in futuro", ha detto. "Sarebbe una casa di sangue aspra e meschina, in cui non verrebbe offerta alcuna ombra, né un riparo dato a tutti i non-Takfiri in mezzo a loro".In un discorso al Museo del memoriale dell'Olocausto degli Stati Uniti, il Commissario ha affermato che le lezioni "impartite" dall'Olocausto forniscono una chiave per comprendere l'ISIS. Ha detto: "Se abbiamo imparato qualcosa dalla nostra storia collettiva, è questo: creare problemi solo per noi stessi, il nostro popolo, la nostra ideologia politica o religiosa, o per il nostro stesso genere, porterà a creare difficoltà in tutto - alla fine, a volte in modo orribile - per tutti." Secondo i resoconti della stampa, ha affermato che "La soluzione che ha proposto di evitare atrocità come l'Olocausto è stata l'educazione ai Diritti umani per ogni bambino nel mondo, a partire dall'età di nove anni. "In questo modo, dalle scuole parrocchiali cattoliche alle istituzioni pubbliche secolari e alle madrasa islamiche, i bambini potrebbero imparare - anche all'asilo - e sperimentare i valori fondamentali dei diritti umani di uguaglianza, giustizia e rispetto." "
Il nuovo commissario si è anche concentrato su altre aree problematiche del mondo, tra cui Venezuela, Ucraina e Striscia di Gaza. Le sue dichiarazioni stampa sono disponibili sul sito web del suo ufficio.
Ha partecipato al Consiglio di sicurezza sull'Iraq e altri paesi e ha parlato della necessità di un ulteriore coraggio morale per garantire l'uguaglianza e i diritti umani per tutti: "I bambini hanno bisogno di imparare cosa sono il bigottismo e lo sciovinismo e il male che possono produrre. Devono imparare che l'obbedienza cieca può essere sfruttata da figure autoritarie per fini malvagi. Dovrebbero anche imparare che non sono emarginati a causa di dove sono nati, come appaiono, quale passaporto hanno, o la classe sociale, la casta a cui appartengono o il credo dei loro genitori; dovrebbero imparare che nessuno è intrinsecamente superiore a lei o ai suoi simili. . .  Purtroppo, devono imparare che il campo Zeppelin, l'ombra di Buchenwald, il luccichio del machete e l'orrore della vita oggi in Siria, Iraq, Sud Sudan, Repubblica Centrafricana e altrove - ovunque viviamo, non sono mai così lontani".
Ha affermato che gli Stati Uniti avevano l'obbligo, ai sensi del diritto internazionale, di cacciare tutti i responsabili delle torture della CIA, e coloro che effettuavano interrogatori a politici e dirigenti che davano ordini.
Il 17 aprile 2015, Zeid ha posto il direttore delle operazioni sul campo presso l'OHCHR, Anders Kompass, in congedo amministrativo dopo che Kompass ha fornito alle autorità francesi un rapporto interno delle Nazioni Unite che riportava l'abuso sessuale di bambini da parte delle truppe francesi di mantenimento della pace delle Nazioni Unite nella Repubblica. La decisione è stata annullata il 5 maggio 2015 dopo essere stata giudicata " Udienza preliminare illegale" dal Tribunale delle controversie delle Nazioni Unite.
Il 27 aprile dello stesso anno, Zeid ha criticato una colonna di The Sun scritta da Katie Hopkins per aver usato il termine "scarafaggi" per riferirsi ai migranti, descrivendolo come simile alla propaganda nella Germania nazista e agli autori del genocidio del Ruanda contro le loro vittime.
Nel settembre 2015, Zeid ha criticato l'Intervento saudita in Yemen. Il suo rapporto affermava che la coalizione militare a guida saudita potesse essere colpevole di Crimine di guerra. Nell'ottobre 2016, ha dichiarato: "L'incapacità del Consiglio per i diritti umani di intraprendere azioni decisive avviando un'indagine internazionale che sta contribuendo a creare un clima di impunità e le violazioni continuano a verificarsi regolarmente. Di fronte a tali attacchi oltraggiosi non si può continuare".
Nell'agosto 2016, Zeid ha denunciato le epurazioni post colpo di stato in Turchia. Zeid ha affermato che mentre si opponeva al tentativo di colpo di stato turco del 2016, le purghe ad ampio raggio hanno mostrato una "sete di vendetta" che era allarmante.
Il 17 agosto 2016, Zeid ha espresso profondo rammarico per l'incapacità dell'Ufficio per i diritti umani delle Nazioni Unite di ottenere l'accesso al Kashmir, nonostante le accuse di sponsorizzazione da parte dello stato della violenza e le notizie quasi quotidiane di violenza nella regione.
Dopo la morte del Premio Nobel per la pace cinese Liu Xiaobo, morto a causa del fallimento di un organo durante la custodia del governo, Zeid ha dichiarato che "Il movimento per i diritti umani in Cina e in tutto il mondo ha perso un campione di principi che gli ha dedicato la vita a difendere e promuovere i diritti umani, in modo pacifico e coerente, ed è stato incarcerato per aver difeso le sue convinzioni".
Nel 2019, è stato nominato Cavaliere commendatore onorario dell'Ordine di San Michele e San Giorgio (KCMG), per i servizi di promozione e protezione dei diritti umani.
Anche nel 2019 Zeid è stato inserito nell'American Academy of Arts and Sciences.

### Accuse di intervento di politica interna come HCHR
Come commissario, il mandato della carica di Zeid include il diritto di contestare i governi di quelle nazioni che sono monitorati e sorpresi a violare i diritti umani. Dato che queste dichiarazioni riguardano questioni di politica interna degli Stati membri delle Nazioni Unite, frequenti discussioni contro le critiche indicano che la censura dei singoli stati è prossima a compromettere la Sovranità statale.
Nel giugno 2016, ha espresso la propria opinione sul voto referendario del Regno Unito sull'opportunità di lasciare l'Unione europea, il cosiddetto processo Brexit. Zeid ha esortato le autorità del Regno Unito a tentare di prevenire gli attacchi xenofobi a seguito del voto.
A settembre è stato riferito che l'OHCHR ha twittato con rabbia il "fondamentalismo del libero mercato", nel contesto delle tirate di Zeid contro i "populisti" europei e americani. Chiamando Nigel Farage e Donald Trump "demagoghi", il commissario ha pubblicato attacchi ai politici di destra nel sito web dell'OHCHR.
Il 12 settembre 2016, Zeid ha espresso preoccupazione per la Campagna presidenziale di Donald Trump negli Stati Uniti, che ha definito un "bigotto", dicendo che: "Se Donald Trump viene eletto sulla base di ciò che ha già detto... Senza dubbio penso che sarebbe pericoloso da un punto di vista internazionale ". Zeid ha dichiarato di "non essere interessato o intenzionato a interferire in nessuna campagna politica all'interno di un determinato paese", aggiungendo l'avvertenza che un'elezione potrebbe comportare un aumento dell'uso della tortura (in particolare il Waterboarding) "o l'attenzione alle comunità vulnerabili che potrebbero essere private dei loro diritti umani, quindi penso che sia doveroso dirlo." Questi attacchi alla candidatura di Trump hanno suscitato lamentele da parte del governo russo presso le Nazioni Unite, con Vitaly Churkin (ambasciatore della Russia presso le Nazioni Unite) che ha dichiarato: "Il Principe Zeid sta superando il limite e non ne siamo contenti. Ha criticato un certo numero di capi di stato, di governo. Dovrebbe attenersi al suo lavoro, che è abbastanza importante."
Zeid è stato condannato dal Presidente delle Filippine Rodrigo Duterte nel dicembre 2016 per aver suggerito un'indagine sui suoi conti, sugli omicidi extragiudiziali quando era ancora sindaco di Davao e sulle morti "scioccanti" legate alla guerra di droga filippina. Il portavoce di Duterte, Harry Roque ha risposto dicendo: "Forse, le parole dell'Alto Commissario delle Nazioni Unite sono dovute al fatto che non hanno democrazia nel suo stato di origine in Giordania. Il leader della Giordania non è eletto a differenza del nostro presidente.
Quando finì il suo servizio come Alto Commissario, un giornalista riferì che poiché Zeid era notoriamente schietto e non risparmiò nessuno, i suoi discorsi e le sue dichiarazioni erano attesi con impazienza dal corpo di stampa di Ginevra. Ciò ha attratto gli attivisti per i diritti umani in tutto il mondo.

## Discendenza
Il principe Zaid e Sarah Butler hanno avuto tre figli:
- Principe Ra'ad bin Zeid (n. 17 maggio 2001);
- Principe Hala bint Zeid (n. 13 marzo 2003);
- Principe Azizah bint Zeid.

## Ascendenza
|                                |                  |                        | Genitori             |  |  | Nonni            |  |  | Bisnonni          |  |
|                                |                  |                        |                      |  |  | Zeid bin Hussein |  |  | al-Husayn ibn Ali |  |
|                                |                  |                        |                      |  |  | Zeid bin Hussein |  |  | al-Husayn ibn Ali |  |
|                                |                  | Adila Khanum           |                      |  |  | Zeid bin Hussein |  |  |                   |  |
| Ra'ad bin Zeid                 |                  |                        |                      |  |  | Zeid bin Hussein |  |  |                   |  |
|                                |                  | Fahrelnissa Zeid       | Muhammad Sakir Pasha |  |  |                  |  |  |                   |  |
|                                |                  | Fahrelnissa Zeid       | Muhammad Sakir Pasha |  |  |                  |  |  |                   |  |
|                                |                  | Fahrelnissa Zeid       | Sare Ismet Hanim     |  |  |                  |  |  |                   |  |
| Zeid Ra'ad Al Hussein          |                  | Fahrelnissa Zeid       |                      |  |  |                  |  |  |                   |  |
|                                | Sven Gustav Lind | Karl Gustaf Lind       |                      |  |  |                  |  |  |                   |  |
|                                | Sven Gustav Lind | Karl Gustaf Lind       |                      |  |  |                  |  |  |                   |  |
|                                | Sven Gustav Lind | Jenny Maria Scherqvist |                      |  |  |                  |  |  |                   |  |
| Margaretha Inga Elisabeth Lind | Sven Gustav Lind |                        |                      |  |  |                  |  |  |                   |  |
|                                |                  | Carin Gunlaug Grönwall | Assar Grönwall       |  |  |                  |  |  |                   |  |
|                                |                  | Carin Gunlaug Grönwall | Assar Grönwall       |  |  |                  |  |  |                   |  |
|                                |                  | Carin Gunlaug Grönwall | Signe Maria Svensson |  |  |                  |  |  |                   |  |
|                                |                  | Carin Gunlaug Grönwall |                      |  |  |                  |  |  |                   |  |